# Judenburg (stad)
Judenburg is een stad in de Oostenrijkse deelstaat Stiermarken. De stad maakt deel uit van het district Judenburg en telt 9557 inwoners (2022).

## Geschiedenis
Judenburg was de hoofdplaats van het gelijknamige district, tot dit op 1 januari fuseerde met het district Knittelfeld tot het huidige district Murtal. Op diezelfde dag werden de gemeenten Oberweg en Reifling opgenomen in Judenburg.

## Geboren
- Christian Pfannberger (1979), wielrenner
- Markus Eibegger (1985), wielrenner

## Gestorven
- Heinrich Crantz (18e eeuw), afkomstig uit Luxemburg en hoogleraar in Wenen

Stadsgemeenten:
Judenburg · Knittelfeld · Spielberg · Zeltweg

Marktgemeenten:
Kobenz · Obdach · Pöls-Oberkurzheim · Pölstal · Seckau · Unzmarkt-Frauenburg · Weißkirchen in Steiermark

Overige gemeenten:
Fohnsdorf · Gaal · Hohentauern ·  Lobmingtal ·  Pusterwald · Sankt Georgen ob Judenburg · Sankt Marein-Feistritz · Sankt Margarethen bei Knittelfeld · Sankt Peter ob Judenburg
Altea · Bad Kötzting · Bellagio · Bundoran · Chojna · Granville · Holstebro · Houffalize · Judenburg · Karkkila · Kőszeg · Meerssen · Niederanven · Oxelösund · Preveza · Rovinj · Sesimbra · Sherborne · Sigulda · Sušice · Türi
- Gemeinsame Normdatei: 4028809-2
- Library of Congress Control Number: n81033236
- MusicBrainz: a5bf8e64-96dd-4e4a-a1e3-9e16d9a20249
- Nationale Bibliotheek van Tsjechië: ge1094668
- Nationale Bibliotheek van Israël: 987007554904905171
- Virtual International Authority File: 159996824
- WorldCat: E39PBJg8DGvFDVD4jbW3kkyWXd